# Sandava xylistis
Sandava xylistis là một loài bướm đêm trong họ Erebidae.

## Hình ảnh

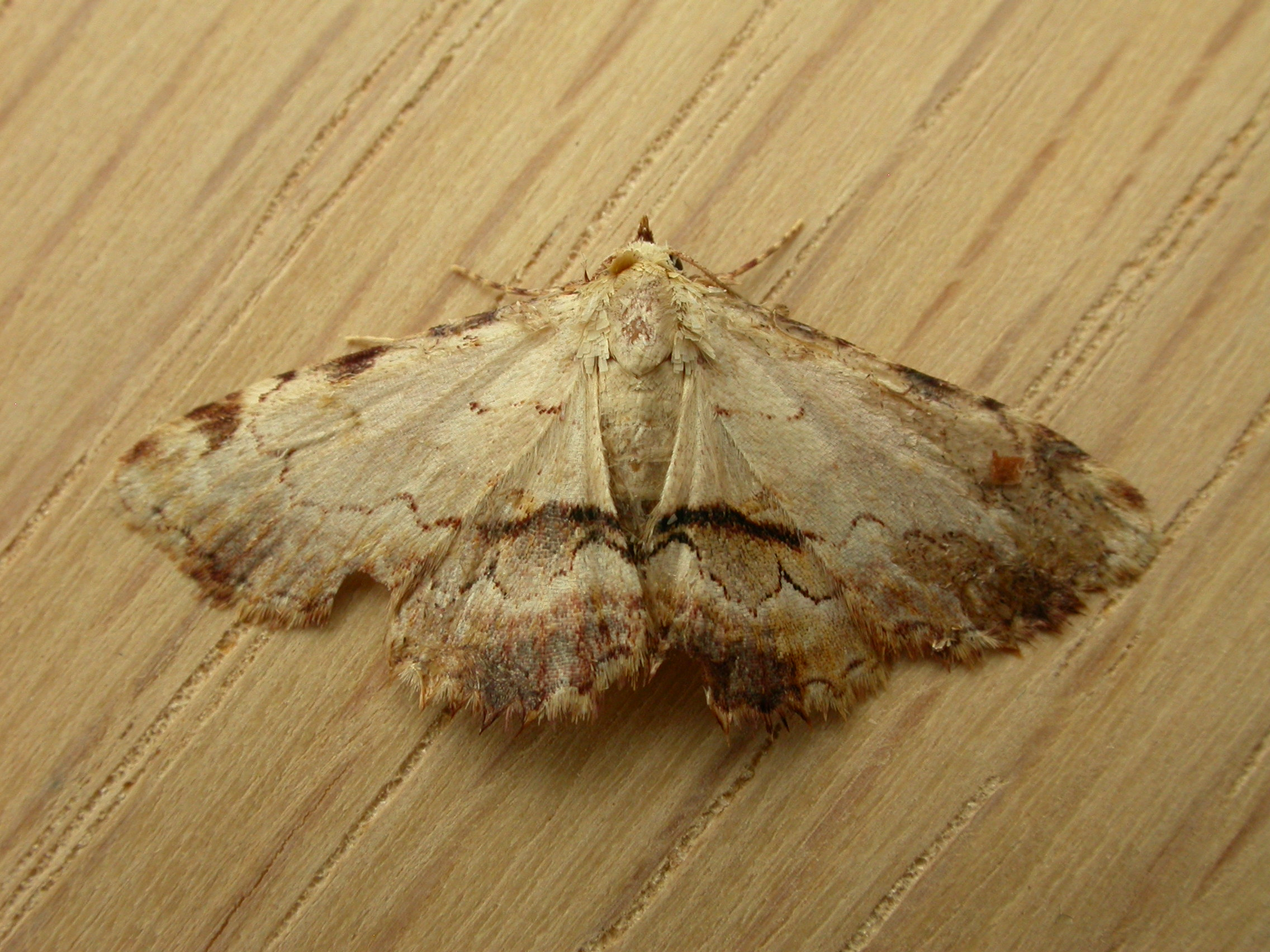